# 이와키정 (아키타현)
이와키정(岩城町)은 아키타현 남동부 동해에 위치했던 정이다. 후쿠시마현의 이와키와는 관련이 없는 자치체이다.
2005년 3월 22일에 혼조시를 포함한 오우치정, 유리정, 니시메정, 히가시유리정, 야시마정, 조카이정과 합병해 유리혼조시의 일부가 되었다.
합병여부를 묻는 주민투표에서 전국적으로 앞서 18세 이상의 남녀, 영주외국인 2명에게 투표권을 주었다.

## 역사
이와키정의 번령인 이와키씨에서 유래되었으며, 전국시대에 이와키 씨가 지배하에 있었지만 세키가하라 전투로 인해  후에 시나노 나카무라 번주를 거쳐 가메다 번주가 지배하에 들어가게 되었다. 
- 1955년 7월 28일 - 가메다정, 미치카와촌과 합병해 이와키정이 성립하였다.
- 2005년 3월 22일 - 유리군 주변시정촌과 합병해 유리혼조시가 되었다.

## 경제
- 아키타 은행 이와키쵸 지점
- 호쿠쓰 은행 이와키 지점
- 우구 신용 금고 이와키 지점
- 아키타 신세이 농업협동조합 이와키 지점

## 교통

### 철도
- 동일본 여객철도
  - 우에쓰 본선

### 도로
- 국도 7호선
- 국도 341호선